# Muffelofen

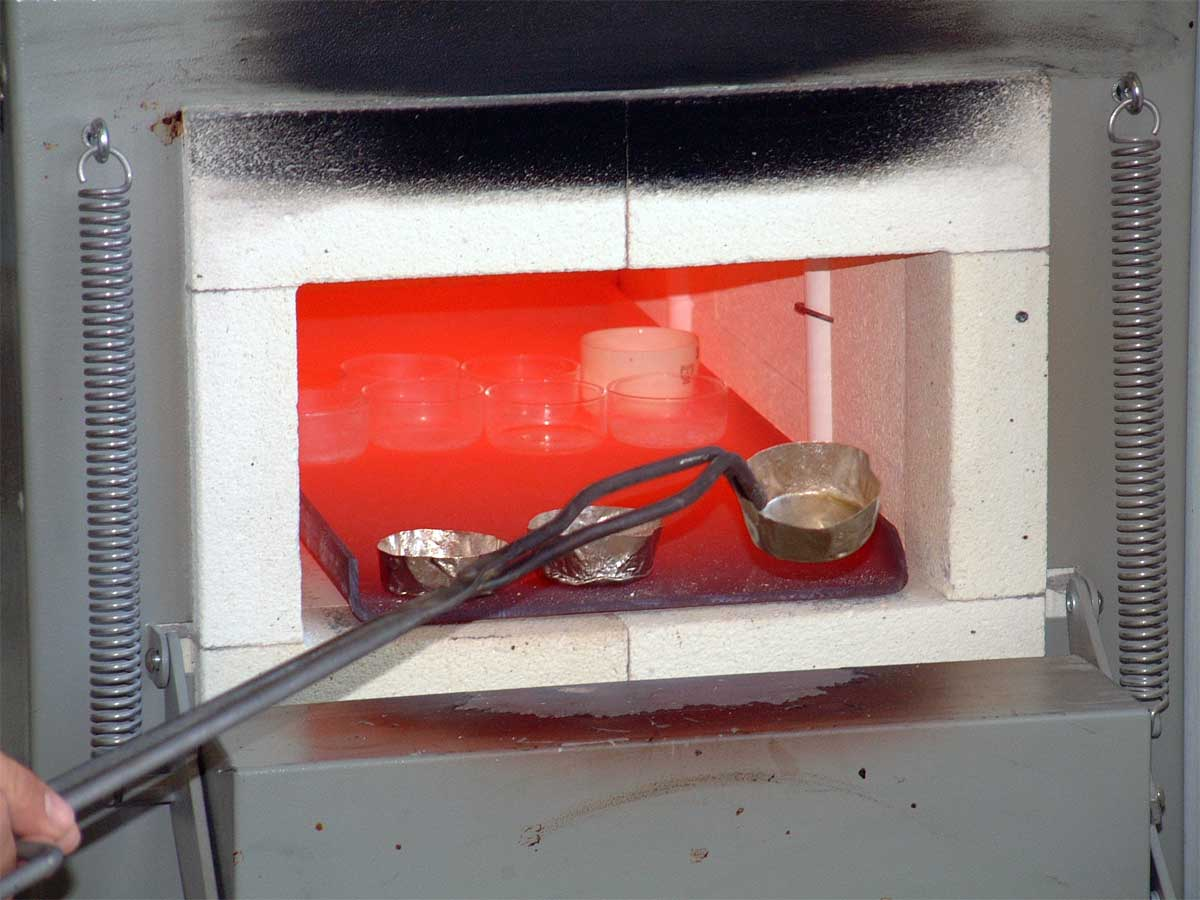
Muffelofen zur Mineralstoffbestimmung

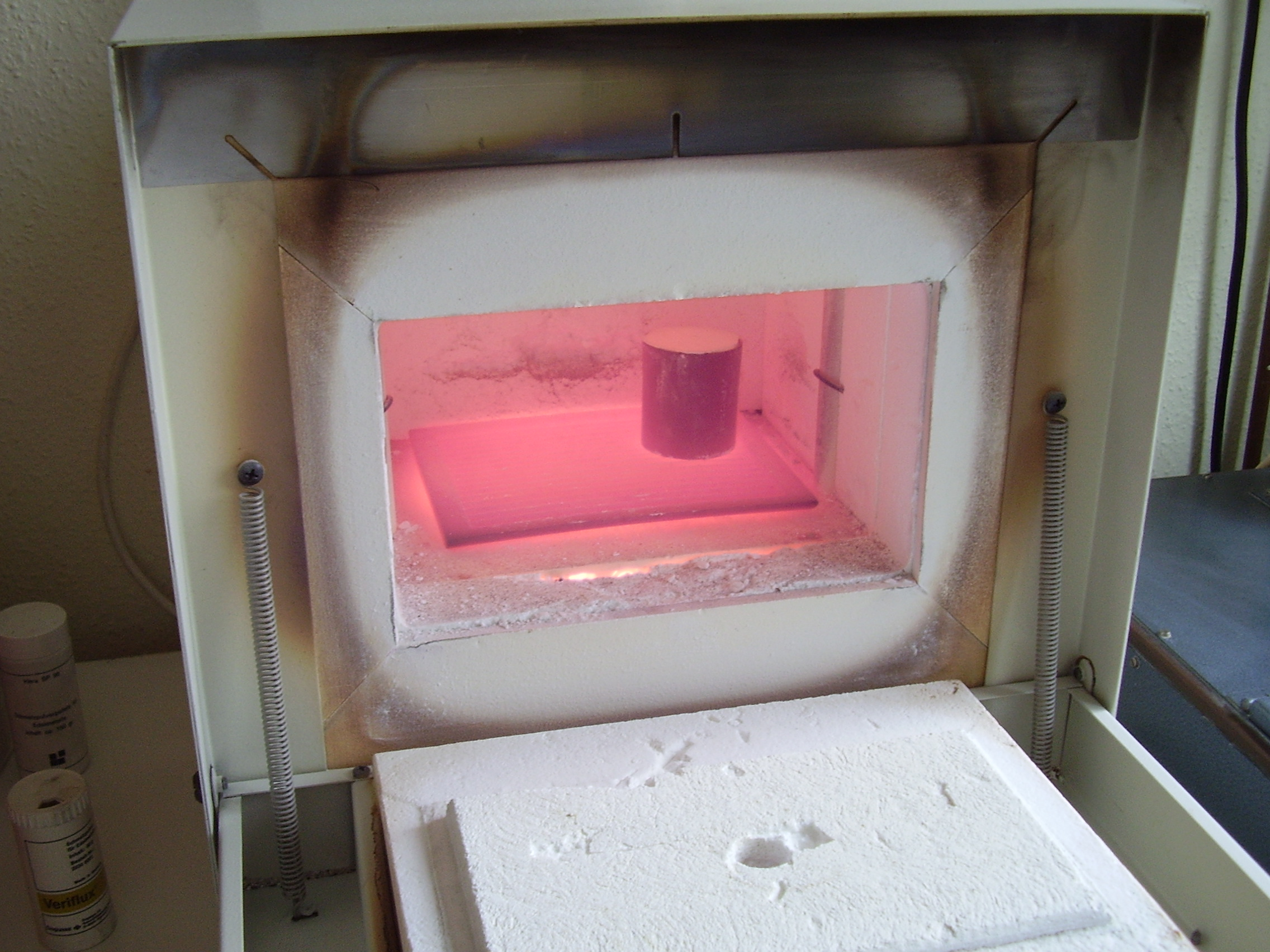
Muffelofen in der Zahntechnik

Ein Muffelofen ist ein Ofen, in dem die Wärmequelle von der Brenngutkammer durch einen hitzebeständigen Einsatz – eine Muffel – getrennt ist. Die Muffel besteht üblicherweise aus Schamotte und – je nach Ausführung – Einbauten aus Stahl.

## Einsatzgebiete

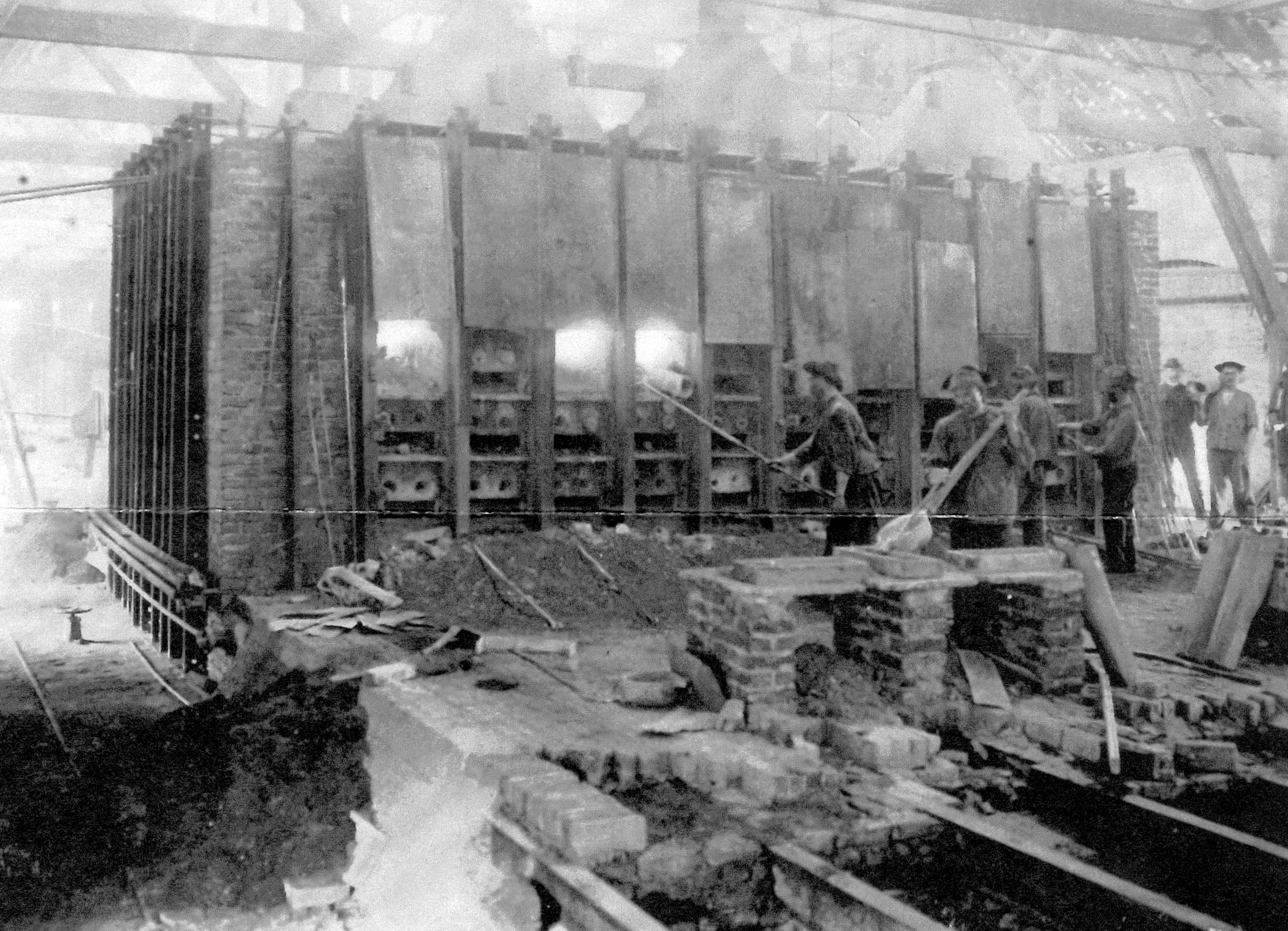
Arbeiter an einem dreireihigen Muffelofen in der Bensberg-Gladbacher Zinkhütte

Muffeln werden im Laboreinsatz gebraucht, um das Einsatzgut vor Flammen oder der direkten Heizelementstrahlung zu schützen oder um die elektrischen Heizelemente vor Gasen zu schützen, die vom Einsatzgut ausgehen. Muffelöfen werden zum Veraschen und Glühen sowie zur thermischen Behandlung von Werkstücken (z. B. Härten von Stahl, keramischen Probebränden oder Verkokungen etc.) verwendet.
Muffelöfen werden für verschiedene gravimetrische Verfahren der chemischen Analytik verwendet, um kleine Mengen einer Substanz in die Wägeform zu bringen und einen Fremdeintrag zu verhindern.
In der Bodenkunde und Geomorphologie dienen Muffelöfen der Bestimmung der organischen Substanz und des Kohlenstoffgehalts in Böden durch Verglühen. Dazu werden Temperaturen um 430 °C benötigt.
Die Brennkammer eines Krematoriums (zu Details siehe auch Feuerbestattung) wird ebenfalls als Muffelofen bezeichnet. Sie ist mit Schamotte ausgemauert, die vor der Kremation auf eine Temperatur von etwa 900 °C aufgeheizt wurden. Die erste Phase der Kremation (Verbrennung des Sarges) erfolgt ausschließlich mit der so gespeicherten Hitze; während dieser Phase der Einäscherung wird keine zusätzliche Energie durch Gasbrenner zugeführt. Eine optimale und umweltfreundliche Kremation wird durch ein ausgewogenes Verhältnis zwischen Temperatur und dem über ein Gebläse zugeführten Luftsauerstoff erreicht. Über Sensoren im Muffelofen werden diese Parameter von einem Computer optimal gesteuert. Während der Einäscherung können – auch durch die Verbrennung des Sarges – Temperaturen bis zu 1000 °C entstehen.
Als Muffelofen oder Muffel wird seit dem 18. Jahrhundert auch ein speziell für den Farbbrand keramischer Aufglasurfarben konstruierter Ofen bezeichnet, bei dem die Brandgase („der Rauch“) und die aufgewirbelte Asche aus der Brennkammer nicht in Berührung mit der Keramik kommen können, sondern außen, entlang der abgedichteten Wände einer getrennten Brandgutkammer und schließlich durch einen Abzug abziehen. Diese Kammer wird durch die Wände hindurch auf bis zu 800 °C erhitzt, so dass die Aufglasurfarben – auch Muffelfarben genannt – in die Glasur der Keramik einsinken. Ein gesonderter Abzug auf der Oberseite lässt die Dämpfe der Farb- und Lösungsstoffe aus dieser Kammer entweichen.

## Zinkmuffelofen
Bereits in der Mitte des 19. Jahrhunderts verwendete man spezielle Muffelöfen mit liegenden Muffeln zur Gewinnung von Zink in so genannten Zinkhütten.